# Солодов Юхим Михайлович
Юхи́м Миха́йлович Со́лодов (1923 — 1991) — радянський військовик, в роки Другої світової війни — командир обслуги станкового кулемета 2-ї кулеметної роти 220-го стрілецького полку 4-ї стрілецької дивізії 25-го стрілецького корпусу 69-ї армії, сержант. Герой Радянського Союзу (1944).

## Життєпис
Народився в селі Векшино, нині Сокольського району Нижньогородської області Росії, в селянській родині. Росіянин. У 1935 році закінчив початкову школу, працював у колгоспі.
До лав РСЧА призваний Сокольським РВК у травні 1942 року. Закінчив школу молодших командирів при 30-й запасній стрілецькій бригаді (Гороховецькі табори, Горьковська область, Московський військовий округ). Після закінчення курсів залишений при них на посаді командира відділення. З грудня 1942 по березень 1943 року проходив службу в полковій школі 1-го окремого запасного жіночого стрілецького полку (м. Серпухов, Московська область, МВО).
На фронтах німецько-радянської війни з серпня 1943 року у складі 4-ї стрілецької дивізії. Воював на Брянському і 1-му Білоруському фронтах, був поранений. Особливо відзначився у боях на території Волинської області.
У грудні 1944 року відряджений на навчання. У 1947 році закінчив 2-ге Саратовське танкове училище. Член ВКП(б) з 1947 року. Проходив військову службу у Білоруському військовому окрузі, Групі радянських військ у Німеччині, Приволзькому військовому окрузі. Пройшов шлях від командира взводу до заступника начальника відділу штабу округу. У 1959 році закінчив 10 класів вечірньої школи. У 1967 році заочно закінчив Військову академію бронетанкових військ.
У 1975 році полковник Ю. М. Солодов вийшов у відставку. Мешкав у Саратові, працював викладачем Саратовського інституту механізації сільського господарства.

## Нагороди
Указом Президії Верховної Ради СРСР від 23 серпня 1944 року «за зразкове виконання бойових завдань командування на фронті боротьби з німецькими загарбниками та виявлені при цьому відвагу і героїзм», сержанту Солодову Юхиму Михайловичу присвоєне звання Героя Радянського Союзу з врученням ордена Леніна і медалі «Золота Зірка» (№ 3083).
Також нагороджений орденами Вітчизняної війни 1-го ступеня (11.03.1985), Червоної Зірки (21.08.1944) і медалями, у тому числі двома «За відвагу» (20.08.1943, 22.05.1944) і двома «За бойові заслуги» (17.01.1944, 20.04.1953).